# Scott Wisemantel
Scott Wisemantel, né le 2 avril 1970, est un ancien joueur australien de rugby à XIII et de rugby à XV et un entraîneur de rugby à XV.
De 2015 à 2017, il est entraîneur-adjoint responsable des arrières du Montpellier Hérault Rugby auprès du manager Jake White et aux côtés de l'entraîneur des avants Shaun Sowerby. Il est ensuite entraîneur de l'attaque de l'équipe d'Angleterre en 2018 puis de l'équipe d'Australie de 2020 à 2022.

## Carrière

### Joueur
- 1988-1992 : Parramatta Eels (Rugby à XIII)
- 1992-1999 : Eastwood Rugby Club (Rugby à XV)

### Entraîneur
- 1999-2000 :  Toyota Verblitz (entraîneur des arrières)
- 2001-2002 :  NSW Waratahs (skills)
- 2002-2003 :  AS Montferrand (entraîneur des arrières)
- 2004-2005 :  Equipe d'Australie des moins de 19 ans (entraineur en chef)
- 2004-2007 :  Australie (skills)
- 2009-2010 :  NSW Waratahs (entraîneur des arrières)
- 2012-2014 :  Japon (entraîneur des arrières)
- Novembre 2014 :  Japon (entraîneur en chef par intérim)
- 2014-2015 :  Lyon OU (entraîneur des arrières)
- 2015-2017 :  Montpellier Hérault Rugby (entraîneur des arrières)
- mai 2018-novembre 2018 :  Angleterre (entraîneur de l'attaque)
- 2020-2022 :  Australie (entraîneur de l'attaque)

| Saison      | Club           | Division | Poste    | Classement                                    | Coupe d'Europe   | Challenge Européen |
| ----------- | -------------- | -------- | -------- | --------------------------------------------- | ---------------- | ------------------ |
| 2002 - 2003 | AS Montferrand | Top 16   | Arrières | 5e de la poule 1, 1er de la phase de maintien | Éliminé en poule | -                  |
| 2009        | Waratahs       | Super 14 | Arrières | 5e                                            | -                | -                  |
| 2010        | Waratahs       | Super 14 | Arrières | Éliminé en demi-finale                        | -                | -                  |
| 2014 - 2015 | Lyon OU        | Top 14   | Arrières | 14e                                           | -                | Éliminé en poule   |
| 2015 - 2016 | Montpellier HR | Top 14   | Arrières | Éliminé en demi-finale                        | -                | Vainqueur          |
| 2016 - 2017 | Montpellier HR | Top 14   | Arrières | Éliminé en barrages                           | Éliminé en poule | -                  |

## Palmarès
- Vice-champion du monde 2003[réf. nécessaire]
- Vainqueur du Challenge européen : 2016